# امپراتوری ژاپن
امپراتوری ژاپن یا ژاپن کبیر یک ابرقدرت آسیایی بود که پس از اصلاحات میجی در سال ۱۸۶۷ تأسیس شد. ژاپن در این مدت به سرعت صنعتی شد و ارتشش طوری بزرگ و قدرتمند شد که امپراتوری شروع به افزایش نفوذ خود در کشورهای همسایه کرد. در طی این دوران پایتخت امپراتوری از کیوتو به شهر کنونی توکیو انتقال یافت؛ شهری که تا آن زمان نیز قواعد اشراف‌سالاری در مدتی مدید در آن تداوم داشته بود. رمانی که به آن افسانه گنجی نیز که گفته می‌شود (کهن‌ترین رمان جهان) در این محدوده زمانی نگاشته شده است و امپراتور گنجی را باید بنیان‌گذار دوره امپراتوری ژاپن دانست.

## دوران مدرن
با استعفای شوگون از قدرت در سال ۱۸۶۷ (معروف به دوره بازگشت میجی) قدرت مجدداً به امپراتور انتقال یافت. با از سرگیری اداره امور حکومتی، دولت جدید ذیل «امپراتور میجی» سیاست گذاری‌های غربگرایانه، از جمله بنیاد نهادن سیستم کابینه‌ای، تدوین قانون اساسی، اصلاح سیستم حکومت محلی و سامانه آموزشی نوین را ترویج داد. فرهنگ غربی ذیل سیاست بهبود رفاه ملی و قدرت نظامی فعالانه رواج یافت و وی پایتخت را از کیوتو به ادو انتقال داد و آن را توکیو (که به معنای پایتخت شرقی است) نامید. در دوره امپراتوری او (که تا سال ۱۹۱۲ ادامه داشت و دوره میجی خوانده می‌شود)، اصلاحات بسیاری در ساختار اداری، حکومتی و نظامی صورت گرفت. چنان‌که در آغاز قرن بیستم ژاپن به سرعت صنعتی گردید و در آستانه تبدیل به قدرتی جهانی بود. پس از مرگ امپراتور میجی در ۱۹۱۲، امپراتوری ژاپن به قدرتی سلطه‌جو در منطقه تبدیل گشت و بعد از مجادله بر سر کره توانست چین را در جنگ نخست چین و ژاپن، شکست دهد (۱۸۹۴ تا ۱۸۹۵) و پورت آرتور و تایوان را به تصرف خود درآورد. از طرف دیگر، با پیروزی بر روسیه در زمین و دریا (۱۹۰۴ تا ۱۹۰۵)، اروپا را شگفت زده کرد (این شکست موجب انقلاب ۱۹۰۵م روسیه گردید). در ۱۹۱۴، ژاپن تا اندازه‌ای به این دلیل که در مقام قدرت جهانی بزرگی پذیرفته شود، بر ضد آلمان وارد جنگ جهانی اول شد. در این زمان، افکار عمومی در ژاپن از لحاظ عقیده سیاسی به دو گروه تقسیم می‌شد: عده‌ای که آزادی‌خواه بودند و به هیچ‌وجه میل نداشتند که کشورشان با نیروی نظامی و قوه قهریه به اشغال ممالک دیگر بپردازد و دسته دومی که معتقد بودند که جزایر ژاپن برای ملت پیشرفته و مترقی ژاپن کافی نیست، بلکه باید با تسخیر سرزمین‌های دیگر بر وسعت ژاپن افزود. با این حال، ژاپن به غیر از چند جزیره متعلق به آلمان در اقیانوس آرام، چیز زیادی به دست نیاورد و با سرخوردگی دریافت که قدرت‌های بزرگ ظاهراً با این کشور به صورت هم‌تراز رفتار نمی‌کنند. پس از جنگ جهانی اول و شکست آلمان، ژاپنی‌ها برای صنعتی شدن و تبدیل به یک ابرقدرت منطقه‌ای تلاش زیادی را مصروف داشتند و با گرفتن دانش فنی از آلمان، و دیگر کشورهای اروپایی به سرعت تبدیل به یک قدرت منطقه‌ای از لحاظ اقتصادی، نظامی گردید. بحران اقتصادی و فروپاشی تجارت جهانی در ۱۹۲۹م که تجارت ابریشم ژاپن را دستخوش فنا کرده بود، بنفع طرفداران قدرت نظامی تمام گردید. ژاپنی‌ها دو سال بعد ۱۹۳۱م بر منچوری چین دست یافتند. آن‌ها در ۱۹۳۹م به هندوچین تاختند؛ و بر این خطه دست یافتند، در ۱۹۴۱م که یکسال از جنگ جهانی دوم می‌گذشت، دولت‌های آلمان، ایتالیا و ژاپن متحد شدند تا نیروهای خود را علیه متفقین به کار اندازند. ژاپن بدون اعلام قبلی به پرل هاربر در هاوایی حمله کرد و خسارت شدیدی به نیروی دریایی ایالات متحده آمریکا وارد ساخت. این اقدام ژاپن موجب گردید تا ایالات متحده با تمام نیروی خود وارد جنگ گردد. ژاپنی‌ها بعد از پرل هاربر به اندونزی و سنگاپور حمله کردند و پیروزی‌های درخشانی به‌دست آوردند، اما نتایج جنگ در اروپا به ضرر متحدین تمام شد و آلمان هیتلری در ۱۹۴۵م سقوط کرد. پیشرفت پرشتاب نظامی ژاپن در سرتاسر شمال شرق آسیا و اقیانوس آرام متوقف شد و ایالات متحده با پرتاب دو بمب اتمی در شهرهای هیروشیما و ناگازاکی، ژاپن را وادار به تسلیم کرد؛ و به این ترتیب برای ژاپن، جنگ دوم جهانی با شکستی فاجعه‌آمیز و وحشت جنگ اتمی به پایان رسید. دولت ژاپن به دستور امپراتور هیروهیتو در ۱۴ اوت ۱۹۴۵م بدون قید و شرط، تسلیم متفقین شد و تمامی متصرفات خود در اقیانوس آرام از جمله کشور کره را از دست داد. ژاپن در جریان جنگ جهانی دوم صدمات فراوانی دید و در اواخر جنگ به چنان وضعی دچار شد که بسیاری از تحلیل‌گران در توصیف آن، عبارت «به کلی ویران شده» را به کار بردند.
جنگ از مردم ژاپن بیش از دو میلیون قربانی گرفت، حدود چهل درصد شهرهای آن به ویرانه مبدل گردید. تأسیسات صنعتی و تولیدی تخریب و نابود شد، مزارع سوخت، سررشته کشت و زرع و کار و تولید از هم گسیخت، اقتصاد کشور فلج شد و سرانجام چیزی جز سرزمینی ویران و مردمی بیکار و گرسنه بر جای نماند. با این همه مردم ژاپن، خیلی زود بر بهت و گیجی خود فایق آمدند و شروع به خودسازی و نوسازی کشور کردند. از آنجا که بلافاصله پس از جنگ در قانون اساسی خود به صلح‌دوستی و مجاهدت در راه حفظ و استقرار صلحی پایدار و جهانی تأکید ورزیدند، ارتش را به کلی منحل کردند؛ لذا افراد نظامی نیز به سایر مردم پیوستند، و به سازندگی کشوری مشغول شدند که از لحاظ منابع طبیعی، یکی از فقیرترین کشورهای جهان است. اشغال کشور از سوی متفقین (۱۹۴۵ تا ۱۹۵۲) نظام سیاسی کشور را تبدیل به نظامی دموکراتیک کرد و همچنین احیای شگفت‌انگیز اقتصادی را بر اساس سیاست فعال صادرات آغاز ساخت. آیین شینتو که با ملی‌گرایی افراطی همسان شده بود ـ به صورت دین رسمی کنار گذاشته شد و در همین خلال جریانی به نام نهضت آموزش پدید آمد که طی آن کشور، گروهی از افراد مستعد را به منظور کسب و آموزش تخصص راهی کشورهای پیشرفته جهان ساخت.
ژاپن پس از رهایی از جنگ، سیاست مسالمت‌آمیز در پیش گرفت و در سال ۱۹۵۶ به عضویت سازمان ملل متحد درآمد. اقتصاد این کشور بار دیگر تنها چند سال پس از پایان جنگ و در دهه ۱۹۶۰م با رشد متوسط ۱۰٪ در سال به بالاترین نرخ رشد اقتصادی در بین تمامی کشورهای درگیر جنگ رسید؛ و این کشور به یکی از بزرگ‌ترین قدرت‌های اقتصادی جهان تبدیل گردید و در عرصه فناوری پیشتاز شد. در ۱۹۸۸ ژاپن با پیشی گرفتن از آمریکا تبدیل به بزرگ‌ترین کشور تأمین‌کننده اعتبار در جهان شد. هم‌اکنون نیز ژاپن دارای سومین اقتصاد برتر جهان بعد از آمریکا و چین می‌باشد. در ۸ ژانویه ۱۹۸۹ یک روز پس از مرگ امپراتور هیروهیتو، آکی هیتو پسر او جانشین وی شد. عرصه سیاست ژاپن تحت سلطه لیبرال دموکراتها است که به رغم رسوایی‌های مالی از ۱۹۵۵ قدرت را در دست دارند.

## فهرست امپراتوران ژاپن
فهرست زیر حاوی لیستی سنتی از  امپراتورهای ژاپن است. تاریخ‌ها برای ۲۸ امپراتور نخست و به ویژه در مورد ۱۶ نفر اول، مطابق با سیستم تقویم ژاپن درج شده است. همچنین احتمال می‌رود که دولت یا حکومت در ژاپن، در حقیقت در سال ۶۶۰ پیش از میلاد مسیح تأسیس شده باشد که در این رابطه می‌توان در جدول زیر به هیموکو از دوره آسوکا اشاره نمود. فهرستی دیگر از سایر افراد ژاپنی، که از آن‌ها نیز به عنوان امپراتوران ژاپن نام برده شده است را می‌توان در صفحه مربوط در ویکی‌پدیای ژاپنی مشاهده نمود: 天皇の一覧(فهرست امپراتوران ژاپن)
| #                           | سال‌های فرمانروایی            | نام پسامرگ               | نام شخصی                                                                                     | ملاحظات |
| امپراتوران افسانه‌ای         | امپراتوران افسانه‌ای          | امپراتوران افسانه‌ای      | امپراتوران افسانه‌ای                                                                          | امپراتوران افسانه‌ای |
| --------------------------- | ---------------------------- | ------------------------ | -------------------------------------------------------------------------------------------- | --- |
| ۱                           | ۶۶۰ ق.م تا ۵۸۵ ق.م           | امپراتور جینمو           | کامویاماتو اواریبیکو                                                                         | در اسطوره‌ها و افسانه‌ها فرض بر این است که وی از تبار آماتراسو، ایزدبانوی خورشید می‌باشد. |
| ۲                           | ۵۸۱ ق.م تا ۵۴۹ ق.م           | امپراتور سویزی           | کامو نوناگارامیمی نو میکوتو                                                                  | اسطوره‌ای فرض می‌شود |
| ۳                           | ۵۴۹ ق.م تا ۵۱۱ ق.م           | امپراتور آنیی            | شیکیتسوهیکو تامادامه نو میکوتو                                                               | اسطوره‌ای فرض می‌شود |
| ۴                           | ۵۱۰ ق.م تا ۴۷۶ ق.م           | امپراتور ایتوکو          | اوهو یاماتوهیکو سوکیتومو نو میکوتو                                                           | اسطوره‌ای فرض می‌شود |
| ۵                           | ۴۷۵ ق.م تا ۳۹۳ ق.م           | امپراتور کوشو            | میاماتسوهیکو کایسینه نو میکوتو                                                               | اسطوره‌ای فرض می‌شود |
| ۶                           | ۳۹۲ ق.م تا ۲۹۱ ق.م           | امپراتور کوان            | أوهو یاماتو تاراشیکو کونیوسی هیتو نو میکوتو                                                  | اسطوره‌ای فرض می‌شود |
| ۷                           | ۲۹۰ ق.م تا ۲۱۵ ق.م           | امپراتور کوریه           | اوهو یاماتو نیکوهیکو فوتونی نو میکوتو                                                        | اسطوره‌ای فرض می‌شود |
| ۸                           | ۲۱۴ ق.م تا ۱۵۸ ق.م           | امپراتور کوگین           | اوهو یاماتو نیکوهیکو کونی کورو نو میکوتو                                                     | اسطوره‌ای فرض می‌شود |
| ۹                           | ۱۵۷ ق.م تا ۹۸ ق.م            | امپراتور کایکا           | واکا یاماتو نیکوهیکو اوهو بیبینو نو میکوتو                                                   | اسطوره‌ای فرض می‌شود |
| ۱۰                          | ۹۷ ق.م تا ۳۰ ق.م             | امپراتور سوجین           | میماکی ایریهیکو انیه نو میکوتو                                                               | اسطوره‌ای فرض می‌شود |
| ۱۱                          | ۲۹ ق.م تا ۷۰ (میلادی) میلادی | امپراتور سوینین          | ایکومه ایریهیکو ایساتسی نو میکوتو                                                            | اسطوره‌ای فرض می‌شود |
| ۱۲                          | ۷۱ تا ۱۳۰                    | امپراتور کیکو            | اوهو تاراشیکو اوسیرواکه نو میکوتو                                                            | اسطوره‌ای فرض می‌شود |
| ۱۳                          | ۱۳۱ تا ۱۹۱                   | امپراتور سیمو            | واکا تاراشیکو                                                                                | اسطوره‌ای فرض می‌شود |
| ۱۴                          | ۱۹۲ تا ۲۰۰                   | امپراتور چوای            | تاراشی ناکاتسوهیکو نو میکوتو                                                                 | اسطوره‌ای فرض می‌شود |
|                             | ۲۰۱ تا ۲۶۹                   | امپراتریس جینگو          | اوکیناگا تاراشیهیمه نو میکوتو                                                                | اسطوره‌ای فرض می‌شود |
| دوره کوفون                  |                              |                          |                                                                                              | |
| ۱۵                          | ۲۷۰ تا ۳۱۰                   | امپراتور اوجین           | فوندانو میکو نو میکوتو / اوتومواکه نو میکوتو / هوموداواکه نو میکوتو                          | آخرین امپراتور قبل از تاریخی یا نخستین امپراتور از امپراتوران تاریخی، وی با عنوان هاچیمن نیز شناخته می‌شود |
| ۱۶                          | ۳۱۳ تا ۳۹۹                   | امپراتور نینتوکو         | اوهو سازاکی نو میکوتو                                                                        | تاریخ‌ها دقیق نیست |
| ۱۷                          | ۴۰۰ تا ۴۰۵                   | امپراتور ریچو            | ایساهو واکه نو میکوتو                                                                        | تاریخ‌ها دقیق نیست |
| ۱۸                          | ۴۰۶ تا ۴۱۰                   | امپراتور هانزی           | میسو وا واکه نو میکوتو                                                                       | تاریخ‌ها دقیق نیست |
| ۱۹                          | ۴۱۱ تا ۴۵۳                   | امپراتور اینگیو          | وو اسازوما واکوگو نو سوکونه                                                                  | تاریخ‌ها دقیق نیست |
| ۲۰                          | ۴۵۳ تا ۴۵۶                   | امپراتور آنکو            | آناهو نو میکوتو                                                                              | تاریخ‌ها دقیق نیست |
| ۲۱                          | ۴۵۶ تا ۴۷۹                   | امپراتور یوریاکو         | اوهو هاتسونینو نو میکوتو                                                                     | تاریخ‌ها دقیق نیست |
| ۲۲                          | ۴۸۰ تا ۴۸۴                   | امپراتور سی‌نی            | سیراگا تاکیهیرو کونی اوسی واکا یاماتو نیکو نو میکوتو                                         | تاریخ‌ها دقیق نیست |
| ۲۳                          | ۴۸۵ تا ۴۸۷                   | امپراتور کینزو           | اوهوکه نو میکوتو                                                                             | تاریخ‌ها دقیق نیست |
| ۲۴                          | ۴۸۸ تا ۴۹۸                   | امپراتور نینکین          | اوهوشی نو میکوتو/سیمانو ایراتسوکه                                                            | تاریخ‌ها دقیق نیست |
| ۲۵                          | ۴۹۸ تا ۵۰۶                   | امپراتور بوریتسو         | وهاتسوسه واکاسازاکی                                                                          | تاریخ‌ها دقیق نیست |
| ۲۶                          | ۵۰۷ تا ۵۳۱                   | امپراتور کیتای           | اوتو /هیکوفوتو نو میکوتو                                                                     | ممکن است مؤسس یک سلسله جدید باشد |
| ۲۷                          | ۵۳۱ تا ۵۳۶                   | امپراتور آنکان           | هیروکونی اوشیتاکه کاناهی نو میکوتو                                                           | تاریخ‌ها دقیق نیست |
| ۲۸                          | ۵۳۶ تا ۵۴۹                   | امپراتور سینکا           | تاکیو هیروکونی اوشیتاته نو میکوتو                                                            | تاریخ‌ها دقیق نیست |
| دوره آسوکا                  |                              |                          |                                                                                              | |
| ۲۹                          | ۵۳۹ تا ۵۷۱                   | امپراتور کیم‌می           | آمیکونی اوشیهاروکی هیرونیوا نو سومیرا میکوتو                                                 | تاریخ‌های سنتی |
| ۳۰                          | ۵۷۲ تا ۵۸۵                   | امپراتور بیداتسو         | اوسادا نو نوناکورا نو فوتوماشیکی نو میکوتو                                                   | تاریخ‌های سنتی |
| ۳۱                          | ۵۸۵ تا ۵۸۷                   | امپراتور یومی            | اواوئی /تاتشیبانا نو تویوهی نو سومیرا میکوتو                                                 | تاریخ‌های سنتی |
| ۳۲                          | ۵۸۷ تا ۵۹۲                   | امپراتور سوشون           | هاتسوسیبه نو (واکاساساگی) میکوتو                                                             | تاریخ‌های سنتی |
| ۳۳                          | ۵۹۳ تا ۶۲۸                   | امپراتریس سویکو          | نوکاتابه/تویومیکه کاشیکییاهیمه                                                               | نخستین امپراتریس (امپراتور زن) غیراسطوره‌ای (شاهزاده شوتوکو، به عنوان نایب السلطنة او، فعالیت می‌کرد)، تاریخ‌های سنتی |
| ۳۴                          | ۶۲۹ تا ۶۴۱                   | امپراتور جومی            | تامورا (اوکی ناگاتاراسشیهی هیرونوکا نو سومیرا میکوتو)                                        | تاریخ‌های سنتی |
| ۳۵                          | ۶۴۲ تا ۶۴۵                   | امپراتریس کوگیوکو        | تاکارا (امه تویوتاکاراهیکاشی هیتاراشی هیمه نو سومیرا میکوتو)                                 | دو مرتبه فرمانروایی کرد |
| ۳۶                          | ۶۴۵ تا ۶۵۴                   | امپراتور کوتوکو          | کارو (آمه یوروزو تویوهی نو سومیرا میکوتو)                                                    | تاریخ‌های سنتی |
| ۳۷                          | ۶۵۵ تا ۶۶۱                   | امپراتریس سایمی          | به ۳۵ نگاه کنید (دومین دوران از حکومت ملکه کوگیوکو)، تاریخ‌های سنتی                           | به ۳۵ نگاه کنید (دومین دوران از حکومت ملکه کوگیوکو)، تاریخ‌های سنتی |
| ۳۸                          | ۶۶۱ تا ۶۷۲                   | امپراتور تنجی            | کاتسوراگی /ناکا نو-اوی (آمه میکوتو هیراکاتسوواکه نو میکوتو/آماتسو میکوتو ساکیواکه نو میکوتو) | تاریخ‌های سنتی |
| ۳۹                          | ۶۷۲                          | امپراتور کوبون           | اوتومو                                                                                       | به سلطه او، توسط تیمو پایان داده شد و سلطنتش به وسیلهٔ وی، غصب گردید. به شیوه پسامرگی، بدین نام خوانده شد (۱۸۷۰) |
| ۴۰                          | ۶۷۲ تا ۶۸۶                   | امپراتور تیمو            | اوما /اوهوشیما /اوساما (آمه نو نوناهارا اوکی نو ماهیتو نو سومیرا میکوتو)                     | تاریخ‌های سنتی |
| ۴۱                          | ۶۸۶ تا ۶۹۷                   | امپراتریس جیتو           | نونو سارارا (تاکاما نو هاراهیرو نو هیمه نو سومیرا میکوتو)                                    | تاریخ‌های سنتی |
| ۴۲                          | ۶۹۷ تا ۷۰۷                   | امپراتور مونمو           | کارو (آمه نو مامونه تویوهوجی نو سومیرا میکوتو)                                               | تاریخ‌های سنتی |
| ۴۳                          | ۷۰۷ تا ۷۱۵                   | ملکه گمه‌ای               | آهه (یاماتونیکو آماتسو میشیرو تویوکونی ناریهیمه نو سومیرا میکوتو)                            | تاریخ‌های سنتی |
| دوره نارا                   |                              |                          |                                                                                              | |
| ۴۴                          | ۷۱۵ تا ۷۲۴                   | امپراتریس گنشو           | هیداکا/نینو (یاماتونیکو تاکامیزو کیوتاراشی هیمه نو سومیرا میکوتو)                            | تاریخ‌های سنتی |
| ۴۵                          | ۷۲۴ تا ۷۴۹                   | امپراتور شومو            | اوبیتو (آمیشیروشی کونی اوشیهاروکی تویوساکوراهیکو نو سومیرا میکوتو)                           | تاریخ‌های سنتی |
| ۴۶                          | ۷۴۹ تا ۷۵۸                   | امپراتریس کوکن           | آبه (یاماتونیکو نو سومیرا میکوتو)                                                            | دو بار حکومت کرد |
| ۴۷                          | ۷۵۸ تا ۷۶۴                   | امپراتور جوننین          | اوی                                                                                          | توسط شوتوکو از قدرت خلع گردید. با نام پسامرگ نامیده شد (۱۸۷۰) |
| ۴۸                          | ۷۶۴ تا ۷۷۰                   | امپراتریس شوتوکو         | به شماره ۴۶ در بالا نگاه کنید(دومین دوره فرمانروایی امپراتریس کوکین)، تاریخ‌های سنتی          | به شماره ۴۶ در بالا نگاه کنید(دومین دوره فرمانروایی امپراتریس کوکین)، تاریخ‌های سنتی |
| ۴۹                          | ۷۷۰ تا ۷۸۱                   | امپراتور کونین           | شیراکابه (آمیمونی تاکاتسوگی نو میکوتو)                                                       | |
| دوره هی آن                  |                              |                          |                                                                                              | |
| ۵۰                          | ۷۸۱ تا ۸۰۶                   | امپراتور کانمو           | یامابه (یاماتونیکو آماتسو هیتسوگی ایادیره نو میکوتو)                                         | |
| ۵۱                          | ۸۰۶ تا ۸۰۹                   | امپراتور هی‌زی            | آته (یاماتونیکو آمیوشیکونی تاکاهیتو نو میکوتو)                                               | |
| ۵۲                          | ۸۰۹ تا ۸۲۳                   | امپراتور ساگا            | نوکامی                                                                                       | |
| ۵۳                          | ۸۲۳ تا ۸۳۳                   | امپراتور جونا            | اودومو                                                                                       | |
| ۵۴                          | ۸۳۳ تا ۸۵۰                   | امپراتور نینمیو          | ماسارا                                                                                       | |
| ۵۵                          | ۸۵۰ تا ۸۵۸                   | امپراتور مونتوکو         | میتشیاسو                                                                                     | |
| ۵۶                          | ۸۵۸ تا ۸۷۶                   | امپراتور سیوا            | کوریهیتو                                                                                     | |
| ۵۷                          | ۸۷۶ تا ۸۸۴                   | امپراتور یوزی            | ساداکیرا                                                                                     | |
| ۵۸                          | ۸۸۴ تا ۸۸۷                   | امپراتور کوکو            | توکیاسو                                                                                      | |
| ۵۹                          | ۸۸۷ تا ۸۹۷                   | امپراتور اودا            | سادامی                                                                                       | |
| ۶۰                          | ۸۹۷ تا ۹۳۰                   | امپراتور دایگو           | آتسوهیتو                                                                                     | |
| ۶۱                          | ۹۳۰ تا ۹۴۶                   | امپراتور سوزاکو          | یوتاکیرا                                                                                     | |
| ۶۲                          | ۹۴۶ تا ۹۶۷                   | امپراتور موراکامی        | ناری آکیرا                                                                                   | |
| ۶۳                          | ۹۶۷ تا ۹۶۹                   | امپراتور ری‌زی            | نوریهارا                                                                                     | |
| ۶۴                          | ۹۶۹ تا ۹۸۴                   | امپراتور آنیو            | موریهیرا                                                                                     | |
| ۶۵                          | ۹۸۴ تا ۹۸۶                   | امپراتور کازان           | موروسادا                                                                                     | |
| ۶۶                          | ۹۸۶ تا ۱۰۱۱                  | امپراتور ایچیجو          | یوساهیتو                                                                                     | |
| ۶۷                          | ۱۰۱۱ تا ۱۰۱۶                 | امپراتور سانجو           | أوکیسادا                                                                                     | |
| ۶۸                          | ۱۰۱۶ تا ۱۰۳۶                 | امپراتور گو-ایچیجو       | آتسوهیرا                                                                                     | |
| ۶۹                          | ۱۰۳۶ تا ۱۰۴۵                 | امپراتور گو-سوزاکو       | أتسوناگا                                                                                     | |
| ۷۰                          | ۱۰۴۵ تا ۱۰۶۸                 | امپراتور گو-ریزی         | چیکاهیتو                                                                                     | |
| ۷۱                          | ۱۰۶۸ تا ۱۰۷۳                 | امپراتور گو-سانجو        | تاکاهیتو                                                                                     | |
| ۷۲                          | ۱۰۷۳ تا ۱۰۸۶                 | امپراتور شیراکاوا        | ساداهیتو ۱۰۸۷ تا ۱۱۲۹                                                                        | |
| ۷۳                          | ۱۰۸۷ تا ۱۱۰۷                 | امپراتور هوریکاوا        | تاروهیتو                                                                                     | |
| ۷۴                          | ۱۱۰۷ تا ۱۱۲۳                 | امپراتور توبا            | مونه هیتو ۱۱۲۹ تا ۱۱۵۶                                                                       | |
| ۷۵                          | ۱۱۲۳ تا ۱۱۴۲                 | امپراتور سوتوکو          | آکیهیتو                                                                                      | |
| ۷۶                          | ۱۱۴۲ تا ۱۱۵۵                 | امپراتور کونوئه          | ناریهیتو                                                                                     | |
| ۷۷                          | ۱۱۵۵ تا ۱۱۵۸                 | امپراتور گو شیراکاوا     | ماساهیتو                                                                                     | ۱۱۵۸ تا ۱۱۹۲ |
| ۷۸                          | ۱۱۵۸ تا ۱۱۶۵                 | امپراتور نیجو            | موریهیتو                                                                                     | |
| ۷۹                          | ۱۱۶۵ تا ۱۱۶۸                 | امپراتور روکوجو          | یوریهیتو                                                                                     | |
| ۸۰                          | ۱۱۶۸ تا ۱۱۸۰                 | امپراتور تاکاکورا        | نوریهیتو                                                                                     | |
| ۸۱                          | ۱۱۸۰ تا ۱۱۸۵                 | امپراتور آنتوکو          | توکیهیتو                                                                                     | |
| ۸۲                          | ۱۱۸۳ تا ۱۱۹۸                 | امپراتور گو-توبا         | تاکاهیرا                                                                                     | |
| دوره کاماکورا               |                              |                          |                                                                                              | |
| ۸۳                          | ۱۱۹۸ تا ۱۲۱۰                 | امپراتور تسوچی میکادو    | تامه هیتو                                                                                    | تاریخ‌های سنتی |
| ۸۴                          | ۱۲۱۰ تا ۱۲۲۱                 | امپراتور جونتوکو         | موریهارا                                                                                     | تاریخ‌های سنتی |
| ۸۵                          | ۱۲۲۱                         | امپراتور چوکیو           | کانه هیرا                                                                                    | از امپراتوری خلع گردید، با نام پسامرگ خوانده شد(۱۸۷۰) |
| ۸۶                          | ۱۲۲۱ تا ۱۲۳۲                 | امپراتور گو-هوریکاوا     | یوتاهیتو                                                                                     | تاریخ‌های سنتی |
| ۸۷                          | ۱۲۳۲ تا ۱۲۴۲                 | امپراتور شیجو            | میتسوهیتو/هیده هیتو                                                                          | تاریخ‌های سنتی |
| ۸۸                          | ۱۲۴۲ تا ۱۲۴۶                 | امپراتور گو-ساگا         | کونیهیتو                                                                                     | تاریخ‌های سنتی |
| ۸۹                          | ۱۲۴۶ تا ۱۲۶۰                 | امپراتور گو-فوکاکوسا     | هیساهیتو                                                                                     | تاریخ‌های سنتی |
| ۹۰                          | ۱۲۶۰ تا ۱۲۷۴                 | امپراتور کامه‌یاما        | تسونه هیتو                                                                                   | تاریخ‌های سنتی |
| ۹۱                          | ۱۲۷۴ تا ۱۲۸۷                 | امپراتور گو-اودا         | یوهیتو                                                                                       | تاریخ‌های سنتی |
| ۹۲                          | ۱۲۸۷ تا ۱۲۹۸                 | امپراتور فوشیمی          | هیروهیتو                                                                                     | تاریخ‌های سنتی |
| ۹۳                          | ۱۲۹۸ تا ۱۳۰۱                 | امپراتور گو-فوشیمی       | تانیهیتو                                                                                     | تاریخ‌های سنتی |
| ۹۴                          | ۱۳۰۱ تا ۱۳۰۸                 | امپراتور گو-نیجو         | کونیهارو                                                                                     | تاریخ‌های سنتی |
| ۹۵                          | ۱۳۰۸ تا ۱۳۱۸                 | امپراتور هانازونو        | توموهیتو                                                                                     | تاریخ‌های سنتی |
| ۹۶                          | ۱۳۱۸ تا ۱۳۳۹                 | امپراتور گودای‌گو         | تاکاهارو                                                                                     | دربار (دودمان) جنوبی، تاریخ‌های سنتی |
| دربار شمال                  |                              |                          |                                                                                              | |
|                             | ۱۳۳۱ تا ۱۳۳۳                 | امپراتور کوگون           | کازوهیتو                                                                                     | |
|                             | ۱۳۳۶ تا ۱۳۴۸                 | امپراتور کومیو           | یوتاهیتو                                                                                     | |
|                             | ۱۳۴۸ تا ۱۳۵۱                 | امپراتور سوکو            | اوکیهیتو                                                                                     | |
|                             | ۱۳۵۱ تا ۱۳۵۲                 | روزگار فترت              | روزگار فترت                                                                                  | |
|                             | ۱۳۵۲ تا ۱۳۷۱                 | امپراتور گو-کوگین        | ایاهیتو                                                                                      | |
|                             | ۱۳۷۱ تا ۱۳۸۲                 | امپراتور گو-انیو         | اوهیتو                                                                                       | |
|                             | ۱۳۸۲ تا ۱۳۹۲                 | امپراتور گو-کوماتسو      | به شماره ۱۰۰ در ذیل نگاه کنید                                                                | دربارها در سال ۱۳۹۲ دوباره به هم پیوسته و یکپارچه گردیدند |
| دوره موروماچی               |                              |                          |                                                                                              | |
| ۹۶                          | ۱۳۱۸ تا ۱۳۳۹                 | امپراتور گو-دایگو        | تاکاهارو                                                                                     | دربار (دودمان) جنوبی، تاریخ‌های سنتی |
| ۹۷                          | ۱۳۳۹ تا ۱۳۶۸                 | امپراتور گو-موراکامی     | نوریناگا                                                                                     | دودمان شمالی |
| ۹۸                          | ۱۳۶۸ تا ۱۳۸۳                 | امپراتور چوکی            | یوتاناری                                                                                     | دودمان شمالی |
| ۹۹                          | ۱۳۸۳ تا ۱۳۹۲                 | امپراتور گو-کامه یاما    | شیروناری                                                                                     | دودمان شمالی |
| ۱۰۰                         | ۱۳۹۲ تا ۱۴۱۲                 | امپراتور گو-کوماتسو      | موتوهیتو                                                                                     | دربارها با یکدیگر به هم پیوستند، همچنین به مدخل مربوط در قسمت مربوط به دودمان (دربار) شمالی توجه فرمائید، تاریخ‌های سنتی |
| ۱۰۱                         | ۱۴۱۲ تا ۱۴۲۸                 | امپراتور شوکو            | میهیتو                                                                                       | تاریخ‌های سنتی |
| ۱۰۲                         | ۱۴۲۸ تا ۱۴۶۴                 | امپراتور گو-هانزونو      | هیکوهیتو                                                                                     | تاریخ‌های سنتی |
| ۱۰۳                         | ۱۴۶۴ تا ۱۵۰۰                 | امپراتور گو-تسوتشیمیکادو | فوساهیتو                                                                                     | تاریخ‌های سنتی |
| ۱۰۴                         | ۱۵۰۰ تا ۱۵۲۶                 | امپراتور گو-کاشیوابارا   | کاتسوهیتو                                                                                    | تاریخ‌های سنتی |
| ۱۰۵                         | ۱۵۲۶ تا ۱۵۵۷                 | امپراتور گو-نارا         | توموهیتو                                                                                     | تاریخ‌های سنتی |
| ۱۰۶                         | ۱۵۵۷ تا ۱۵۸۶                 | امپراتور اوگیماچی        | میتشیهیتو                                                                                    | تاریخ‌های سنتی |
| ۱۰۷                         | ۱۵۸۶ تا ۱۶۱۱                 | امپراتور گو-یوزی         | کازوهیتو                                                                                     | تاریخ‌های سنتی |
| دوره ایدو                   |                              |                          |                                                                                              | |
| ۱۰۸                         | ۱۶۱۱ تا ۱۶۲۹                 | امپراتور گومیزونو        | کوتوهیتو                                                                                     | تاریخ‌های سنتی |
| ۱۰۹                         | ۱۶۲۹ تا ۱۶۴۳                 | امپراتریس میشو           | اوکیکو                                                                                       | تاریخ‌های سنتی |
| ۱۱۰                         | ۱۶۴۳ تا ۱۶۵۴                 | امپراتور گو-کومیو        | تسوگوهیتو                                                                                    | تاریخ‌های سنتی |
| ۱۱۱                         | ۱۶۵۵ تا ۱۶۶۳                 | امپراتور گو-سای          | ناگاهیتو                                                                                     | تاریخ‌های سنتی |
| ۱۱۲                         | ۱۶۶۳ تا ۱۶۸۷                 | امپراتور ریگن            | ساتوهیتو                                                                                     | تاریخ‌های سنتی |
| ۱۱۳                         | ۱۶۸۷ تا ۱۷۰۹                 | امپراتور هیگاشی یاما     | آساهیتو                                                                                      | تاریخ‌های سنتی |
| ۱۱۴                         | ۱۷۰۹ تا ۱۷۳۵                 | امپراتور ناکامیکادو      | یاسهیوهیتو                                                                                   | تاریخ‌های سنتی |
| ۱۱۵                         | ۱۷۳۵ تا ۱۷۴۷                 | امپراتور ساکوراماچی      | تیروهیتو                                                                                     | تاریخ‌های سنتی |
| ۱۱۶                         | ۱۷۴۷ تا ۱۷۶۲                 | امپراتور موموزونو        | توسهیتو                                                                                      | تاریخ‌های سنتی |
| ۱۱۷                         | ۱۷۶۲ تا ۱۷۷۱                 | امپراتریس گو-ساکوراماچی  | توشیکو                                                                                       | تاریخ‌های سنتی |
| ۱۱۸                         | ۱۷۷۱ تا ۱۷۷۹                 | امپراتور گو-موموزونو     | هیدیهیتو                                                                                     | تاریخ‌های سنتی |
| ۱۱۹                         | ۱۷۸۰ تا ۱۸۱۷                 | امپراتور کوکاکو          | توموهیتو                                                                                     | تاریخ‌های سنتی |
| ۱۲۰                         | ۱۸۱۷ تا ۱۸۴۶                 | امپراتور نینکو           | آیاهیتو                                                                                      | تاریخ‌های سنتی |
| ۱۲۱                         | ۱۸۴۶ تا ۱۸۶۷                 | امپراتور کومی            | اوساهیتو                                                                                     | تاریخ‌های سنتی |
| دوران معاصر (۱۸۶۸ تا اکنون) |                              |                          |                                                                                              | |
| ۱۲۲                         | ۱۸۶۷ تا ۱۹۱۲                 | امپراتور میجی            | موتسوهیتو                                                                                    | نخستین امپراتور در نظام موسوم به: امپراتوری ژاپن |
| ۱۲۳                         | ۱۹۱۲ تا ۱۹۲۶                 | امپراتور تایشو           | یوشیهیتو                                                                                     | |
| ۱۲۴                         | ۱۹۲۶ تا ۱۹۸۹                 | امپراتور شووا            | هیروهیتو                                                                                     | آخرین امپراتور در نظام موسوم به: امپراتوری ژاپن |
| ۱۲۵                         | ۱۹۸۹ تا ۳۰ آوریل ۲۰۱۹        | هیچ                      | آکی‌هیتو                                                                                      | به وی در زبان ژاپنی به عنوان امپراتور کنونی یا تننو هیکا (به معنای عالیجناب امپراتور یا اعلیحضرت امپراتور) اشاره می‌شود و در سایر زبان‌ها (از جمله انگلیسی و فارسی) به وی امپراتور آکیهیتو اطلاق می‌گردد. پس از مرگ او، وی احتمالاً با نام پسامرگی امپراتور هی سی نامیده خواهد شد. .    |
| ۱۲۶                         | ۲۰۱۹ تاکنون                  | هیچ                      | ناروهیتو                                                                                     | امپراتور آکی‌هیتو روز ۳۰ آوریل ۲۰۱۹ طبق وعده‌ای که دربار ژاپن در اول دسامبر ۲۰۱۷ اعلام کرده بود به نفع فرزندش ولیعهد ناروهیتو از سلطنت کناره‌گیری کرد و فرزندش طی یک مراسم رسمی با عنوان امپراتور ناروهیتو تاج‌گذاری نمود. با آغاز امپراتوری ناروهیتو نام عصر جدید به «ریوا» تغییر کرد. |

## نگارخانه

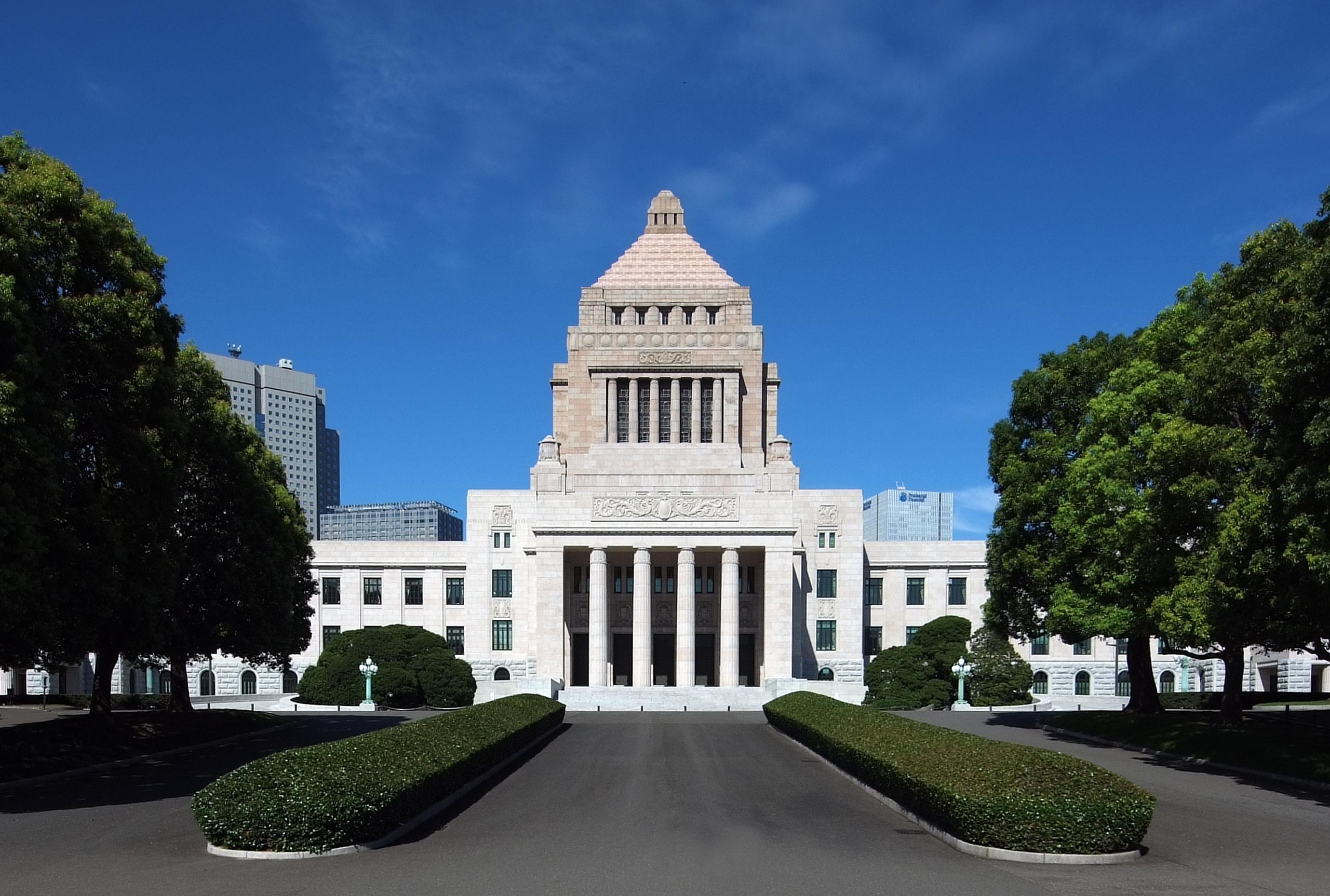
ساختمان مجلس ملی ژاپن
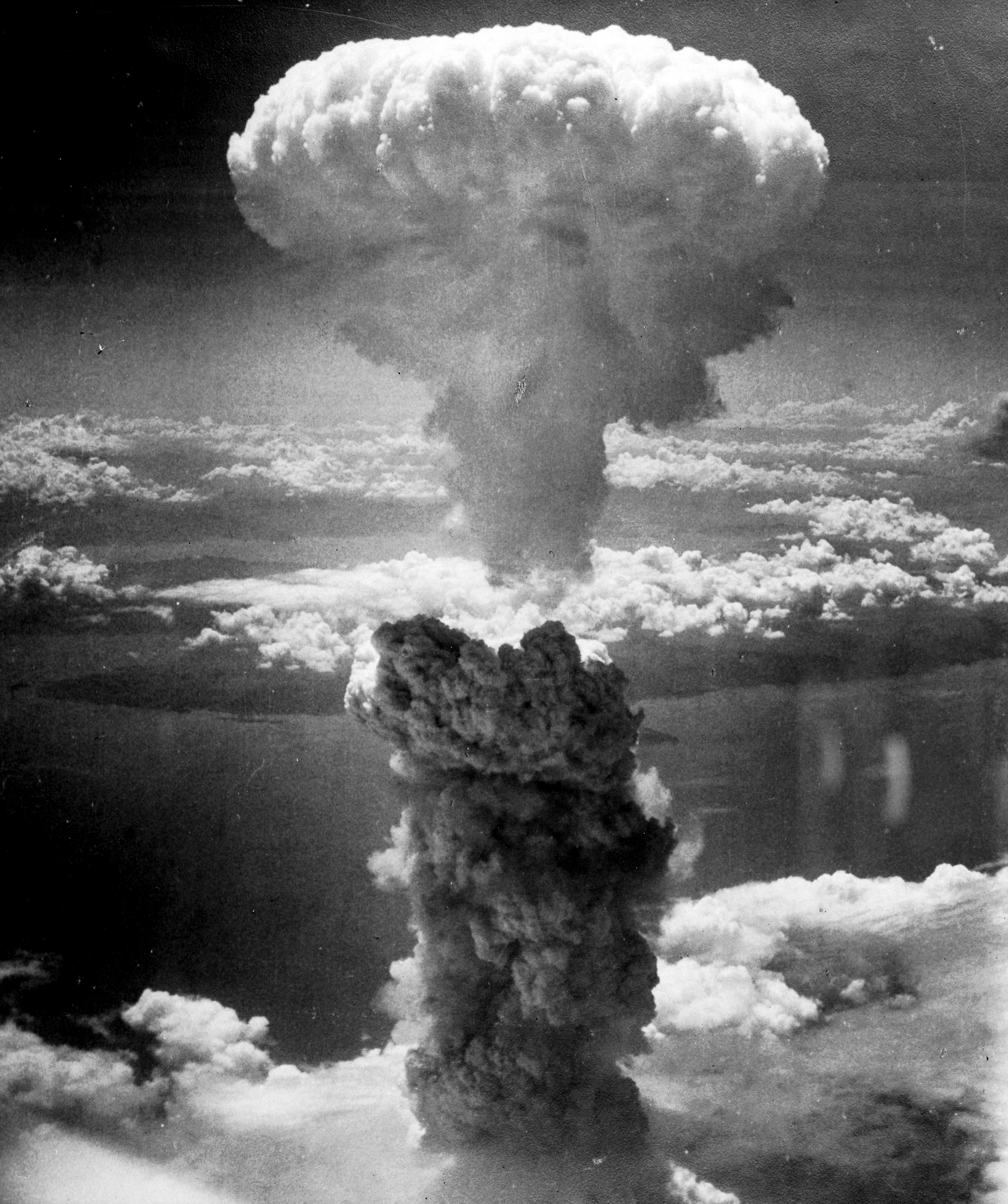
بمباران اتمی ناکازاکی، ۹ اوت ۱۹۴۵
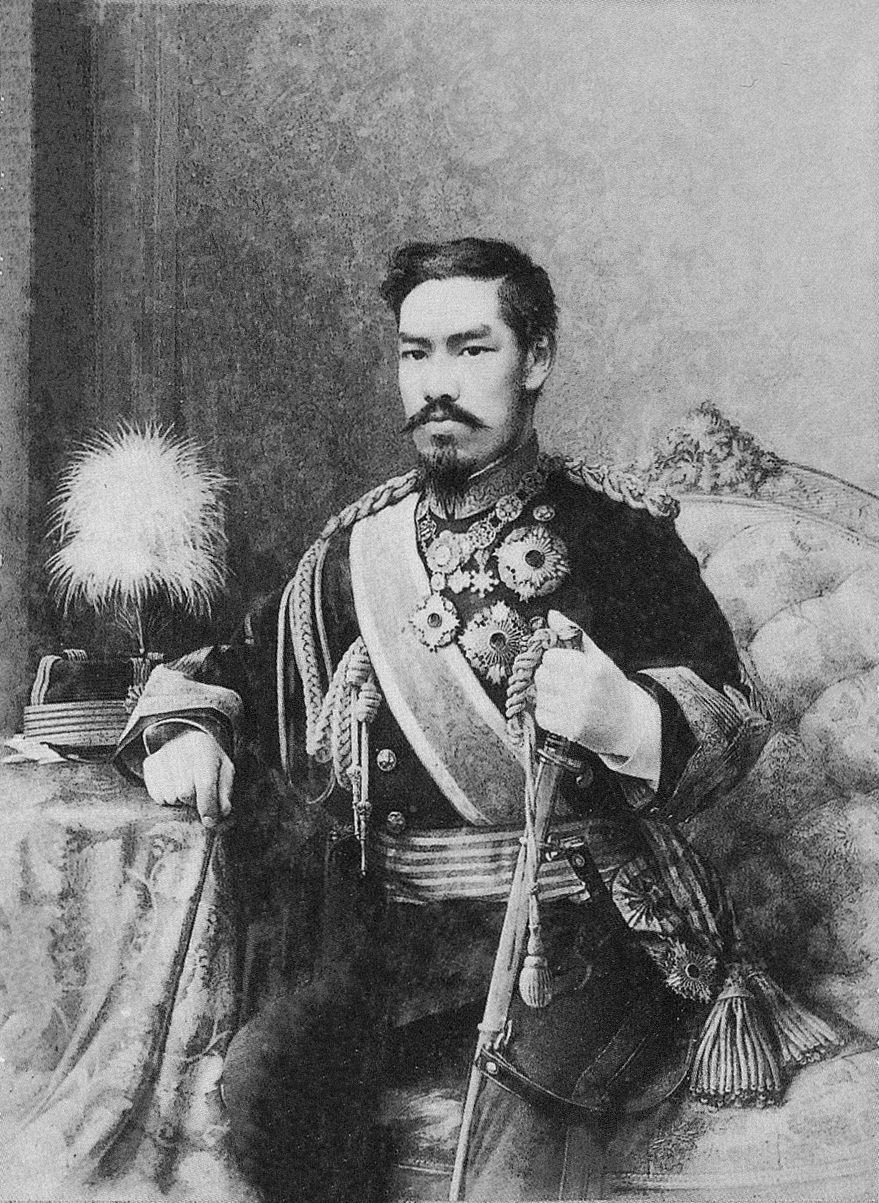
امپراتور میجی (۱۸۶۸–۱۹۱۲)، معروف به امپراتور بزرگ میجی